# Trachylepis brauni
Trachylepis brauni este o specie de șopârle din genul Trachylepis, familia Scincidae, descrisă de Gustav Tornier în anul 1902. Conform Catalogue of Life specia Trachylepis brauni nu are subspecii cunoscute.